# S.U.S.
S.U.S. är en poplåt framförd av den azeriska artisten Aygün Kazımova. Text och musik är skriven av Vüqar Əbdülov och Stephane Mgebrishvili. Låten har inte släpps som CD-singel än endast som digital nedladdning och via radio.

## Versioner
1. S.U.S. (Single Version)
2. S.U.S. (Remake Version)

## Listplaceringar
| Lista                           | Topplacering position |
| ------------------------------- | --------------------- |
| ATV Top 15                      | 1                     |
| Lider TV Top 10                 | 1                     |
| Deezer Azerbaijan Top 10        | 1                     |
| Azerbaijani iTunes Top 100 Song | 1                     |